# Рамзи, Эдвард
Эдвард Баннерман Рамзи (англ. Edward Bannerman Ramsay; 1793—1872), обычно упоминаемый просто как Дин Рамзи (англ. Dean Ramsay) — священник шотландской Епископальной Церкви, писатель и публицист, а также Декан кафедрального собора Святой Марии в Эдинбурге. Получил литературную известность благодаря своему произведению «Reminiscences of Scottish Life and Character». Эта книга описывает личность автора, сохраняя многие черты и анекдоты того времени.

## Биография

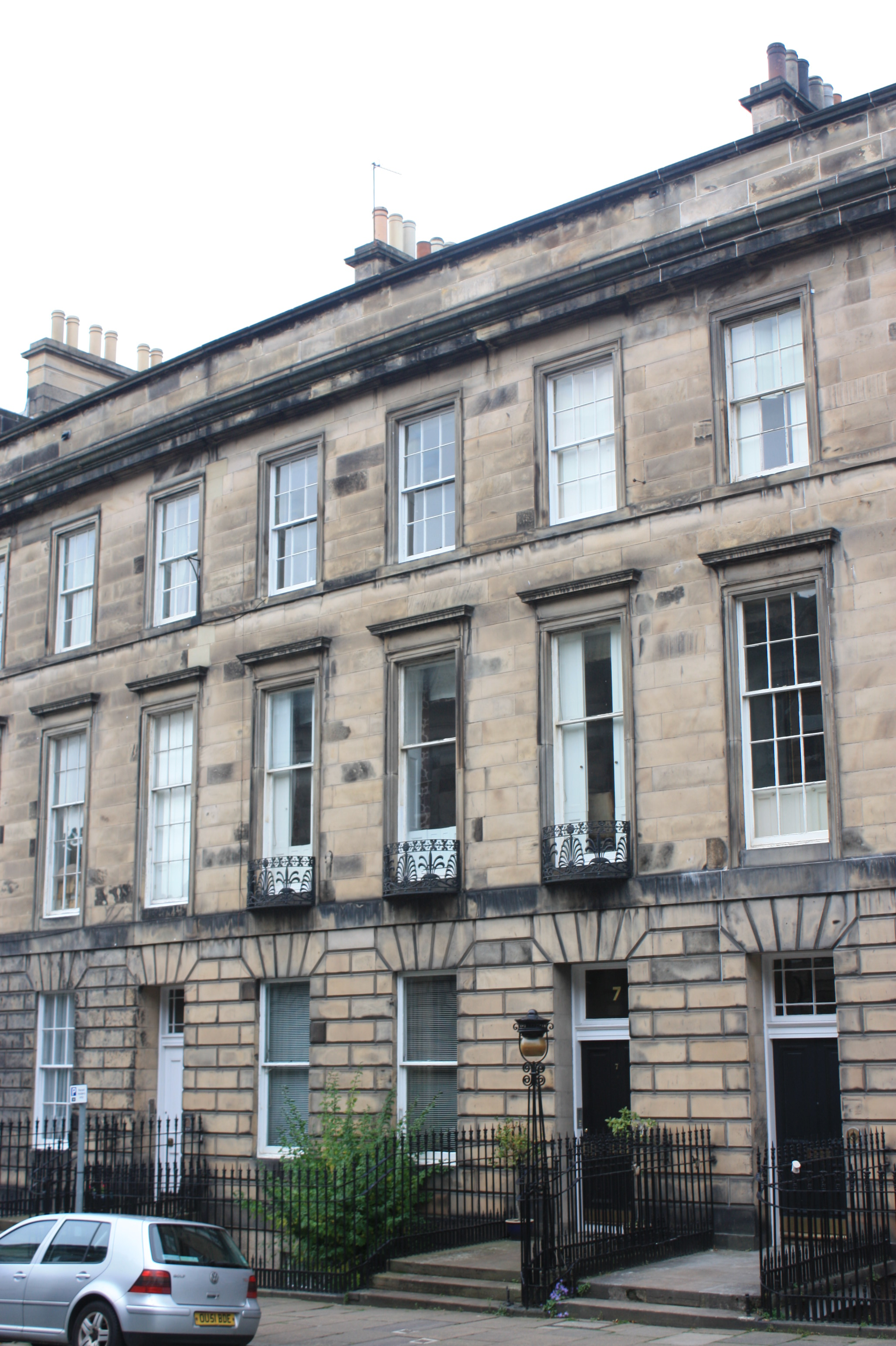
Эдинбург, ул. Darnaway д. 9

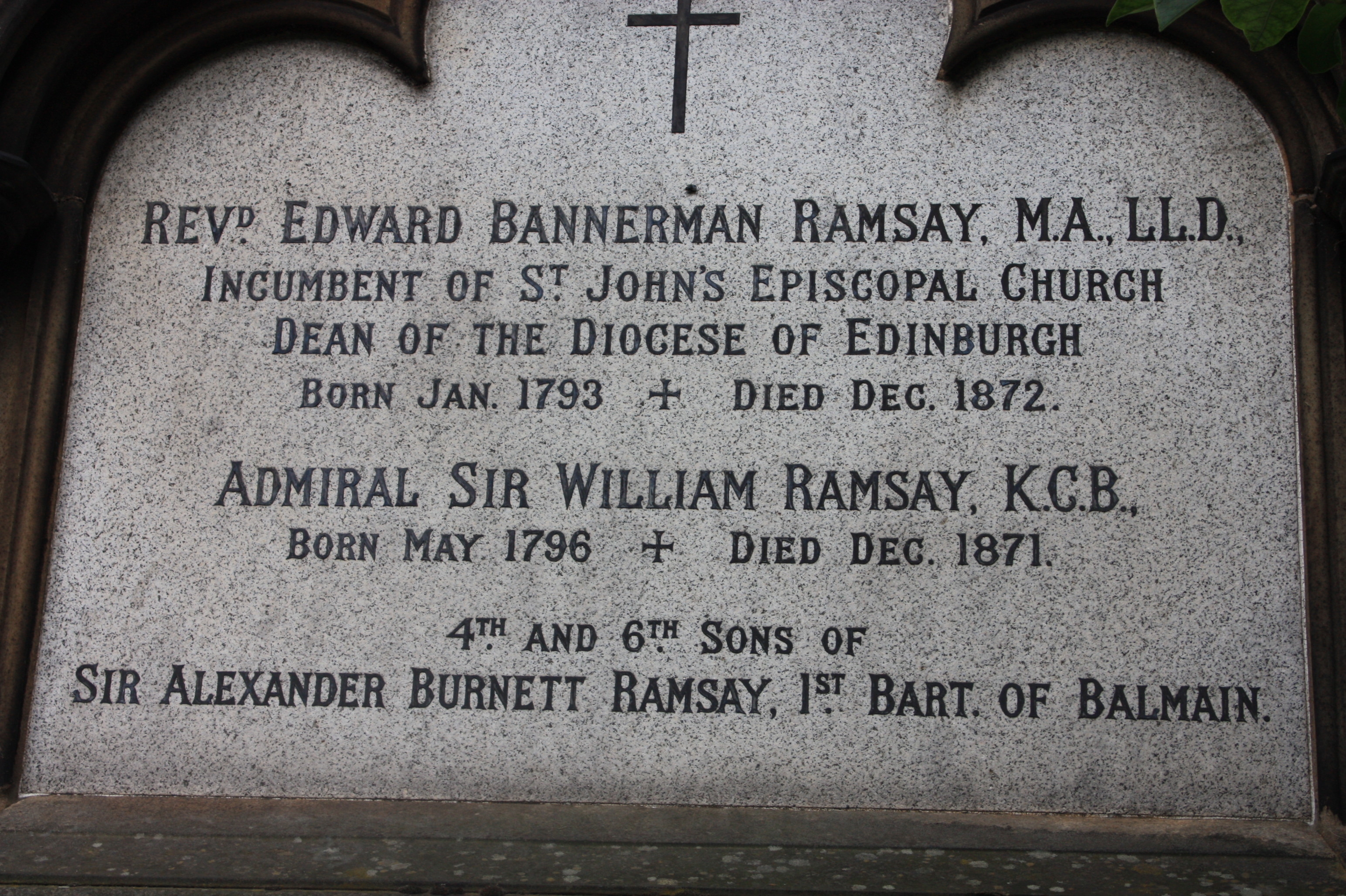
Могила Дина Рамзи, Св. Иоанн

Дин Рамзи родился 31 января 1793 года в Абердине. Его родители, Александр Рамзи (англ. Alexander Ramsay) и Элизабет Баннерман (англ. Elizabeth Bannerman), были простолюдинами.
Он провёл большую часть своего детства и юности в Йоркшире, а с 1806 года стал учиться в гимназии Собора в Дареме. Затем Дин учился в колледже Святого Иоанна в Кембриджском университете, который окончил в 1816 году. После получения образования его назначили приходским священником в Сомерсете. В 1824 году Рамзи приехал в Эдинбург служить Святому Георгию на Йоркском Месте, а в 1830 стал министром епископальной церкви Святого Иоанна на Принсес-стрит, где он остался до самой смерти. Дина назначили на эту должность из-за смерти епископа Дэниела Сэндфорда, основателя церкви. После этого у Рамзи появился огромный особняк, находящийся недалеко от его церкви.
В 1838 году он сформировал новый филиал церкви, впоследствии известный как шотландская Епископальная Церковь. В 1841 году Дин Рамзи был избран Деканом епархии Эдинбурга.
Помимо и сверх своей религиозной деятельности он был избран членом Королевского общества Эдинбурга в 1827 году, благодаря Сэру Дэвиду Брюстеру. С 1859 по 1862 год — вице-президент данного общества.
Также Дин был одним из основателей Колледжа Glenalmond.
Рамзи умер 27 декабря 1872 года в Эдинбурге. Его панихиду возглавил преподобный Генри Коттерилл. Дин был похоронен в восточной части корпуса церкви.
Его Мемориал (внушительный кельтский крест высотой 7.3 метра из гранита с бронзовыми скульптурными вставками) на Принсес-стрит в основании церкви Святого Иоанна Богослова, Эдинбург был спроектирован архитектором Роуандом Андерсоном и возведен в 1879 году.

## Память
В Епископальной Церкви по-прежнему работает благотворительный фонд, названный его именем — Дин Рамзи Фонд (англ. Dean Ramsay Fund).

## Публикации
Дин написал «Reminiscences of Scottish Life and Character» со своим другом Космо Иннесом. Книга была опубликована лишь после смерти Рамзи в 1875 году.

## Семья
В 1829 году он женился на Изабелле Кокрейн. У них не было детей.

## Публикации

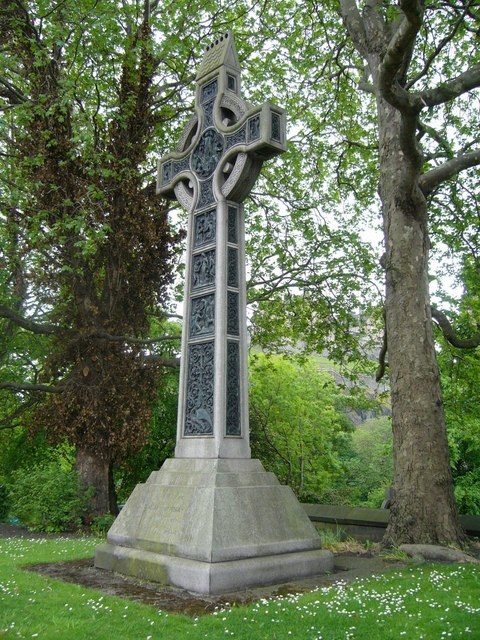
Мемориал Дина Рамзи на Принсес-Стрит

- A Catechism Compiled and Arranged for the Use of Young Persons  (1835)
- The Christian’s Almoner (1840)
- Reminiscences of Scottish Life and Character (1858)